# Colicine
Colicine sind von Bakterien – meist Kolibakterien (Escherichia coli) – produzierte Gifte, die für einige Kolibakterien-Stämme giftig sind. Sie zählen damit zu den Bacteriocinen.
Colicine werden unter anderem von Kolibakterien produziert, welche zu den Darmbakterien gehören. Colicine bestehen aus mindestens drei Domänen: einer N-terminalen Translokationsdomäne, die für den Transport durch die äußere Membran verantwortlich ist, einer zentralen Domäne, die für die Erkennung des Rezeptors verantwortlich ist, und einer C-terminalen toxischen Domäne. Bakterien, die durch Colicine angegriffen werden, können sich durch die Produktion von Immunitätsproteinen schützen.
Es gibt verschiedene Arten von Colicinen, die sich in der Wirkungsweise ihrer toxischen Domäne unterscheiden. Es gibt porenformende Colicine, Colicine, die die Translation blockieren (D), Colicine, die als DNA- oder rRNA-Endonucleasen wirken (E2, E7-E9) und Colicine, die die Synthese von Murein für die Zellwand verhindern (M).

## Porenformende Colcine
Einige (Colicin A, B, E1, Ia, Ib, K, L, N, U, V, 5, 10) schleusen sich in die Zellmembran (innere Membran) der Zielbakterien ein, bilden dort Ionenkanäle und wirken als porenbildende Toxine. Auf Grund dieser Poren depolarisiert die Zellmembran, was zum Absterben der befallenen Zelle führt.
Ein Beispiel ist das Colicin I, welches an einen externen Rezeptor der Zielzelle andockt und dort in das Periplasma geleitet wird. An der Cytoplasmamembran angelangt, bildet es Kanäle, durch die Kalium- und Magnesiumionen sowie phosphorylierte Moleküle aus der Zelle strömen. Dadurch wird die protonenmotorische ATP-Synthese unterbunden. Die befallene Zelle verarmt also zusehends an ATP und stirbt als Folge dessen ab.
Die kanalbildenden Colicine werden in vier Familien zusammengefasst:
| Familie                  | TCDB-Bezeichner | Beispiele                       | UniProt | Taxa                              |
| ------------------------ | --------------- | ------------------------------- | ------- | --------------------------------- |
| Kanalbildende Colicine   | 1.C.1           | Colicin 1a                      | P06716  | E. coli                           |
|                          |                 | Colicin 1b,A,B,E,K,10; Alveicin |         | Plasmide gram-negativer Bakterien |
| Kanalbildendes Colicin V | 1.C.31          | Colicin V (Microcin)            | P22522  | E. coli                           |
|                          |                 | Colicin L, Microsin M           |         | enterale Bakterien                |
| Colicin J Lyse-Proteine  | 9.A.13          | Cjl                             | Q934C7  | Bakterien                         |
| Colicin-Lyse-Proteine    | 9.B.41          | Colicin E1-Lyse-Protein         | P05821  | enterale Bakterien                |

## Nucleasen
Andere (Colicin E2, Colicine E7-E9) wiederum zerstören die DNA der befallenen Bakterien durch eine Endo-DNase oder die rRNA der befallenen Bakterien durch eine RNase.

## Translokation
Die meisten Colicine werden mit Hilfe von zwei verschiedenen Molekülen durch die Membran transportiert, wobei das erste für die erste Bindung zur Zielzelle und das zweite für die Translokation benötigt wird. Für die erste Bindung zur Zielzelle bindet die Rezeptorerkennungsdomäne an einen Rezeptor in der äußeren Membran. Das sind häufig Porine, wie OmpF, FepA, BtuB, Cir and FhuA.
Für den Transport durch die äußere Membran werden periplasmische Proteine, wie TolA, TolB, TolC oder TonB benötigt. Basierend auf diesen periplasmischen Proteinen können Colicine als Gruppe-A- oder Gruppe-B-Colicine klassifiziert werden. Gruppe A benutzt das Tol-System, das aus TolA, TolQ und TolR besteht. Dazu gehören die Colicine A, E1, E2-4, E6-9, N und U. Gruppe B benutzt das Ton-System, das aus TonB, ExbB und ExbD besteht. Dazu gehören die Coline B, D, G, H, Ia, Ib, M, 5 und 10. In Tabelle 2 sind die Colicine der Gruppen A und B mit ihren Rezeptoren, die sie zur ersten Bindung benutzen, aufgeführt.
| Colicin               | Rezeptor       | Periplasmisches System | Gruppe | toxische Domäne         | Gruppe des Immunitätsproteins (nur für Poren) |
| --------------------- | -------------- | ---------------------- | ------ | ----------------------- | --------------------------------------------- |
| A                     | BtuB/OmpF      | Tol                    | A      | Pore                    | A                                             |
| B                     | FepA           | Ton                    | B      | Pore                    | A                                             |
| D                     | FepA           | Ton                    | B      | Translationsinhibitor   |                                               |
| E1                    | BtuB/TolC      | Tol                    | A      | Pore                    | E1                                            |
| E2, E7-9              | BtuB/OmpF      | Tol                    | A      | Nuclease                |                                               |
| E3, E4, E6            | BtuB/OmpF      | Tol                    | A      | Nuclease,               |                                               |
| E5                    |                |                        |        |                         |                                               |
| FY                    | Yiu            | Ton                    | B      | Pore                    |                                               |
| G*, H*                | Fiu            | Ton                    | B      | -                       |                                               |
| Ia, Ib                | Cir            | Ton                    | B      | Pore                    | E1                                            |
| K                     | Tsx            |                        |        | Pore                    | E1                                            |
| N                     | OmpF/OmpC/Phoe | Tol                    | A      | Pore                    | A                                             |
| M                     | FhuA           | Ton                    | B      | Mureinsyntheseinhibitor |                                               |
| U                     | OmpA/OmpF/LPS  | Tol                    | A      | Pore                    | A                                             |
| 5, 10                 | Tsx            | Ton                    | B      | Pore                    | E1                                            |
| 28B (zuvor Colicin L) |                |                        |        | Pore                    |                                               |

 *Colicin G und H werden mittlerweile als Microsine klassifiziert und sind daher keine Colicine.
Wie die Colicine durch die äußere Membran transportiert werden, ist für die meisten Colicine noch nicht bekannt. Es wurde allerdings gezeigt, dass Colicin M für den Import ins Periplasma, also für den Transport durch die äußere Membran, entfaltet wird. Im Periplasma wird es mit Hilfe des Chaperons FkpA wieder gefaltet.

## Immunität
Die Immunitätsproteine schützen vor der toxischen Wirkung der Colicine, indem sie an diese binden. Jedes Colicin benötigt sein eigenes spezifisches Immunitätsprotein. Die Immunitätsproteine von porenformenden Bakteriocinen werden basierend auf DNA-Sequenzvergleichen entweder in die Gruppe der E1-ähnlichen oder der A-ähnlichen Immunitätsproteine eingeordnet. Die Immunitätsproteine der E1-Gruppe ähneln dem Immunitätsprotein von Colicin E1 und haben 3 Transmembranhelixe. Die Immunitätsproteine der A-Gruppe ähneln dem Immunitätsprotein von Colicin A und haben 4 Transmembranhelixe.